# Lobras
Lobras es una localidad y municipio español situado en la parte centro-sur de la comarca de la Alpujarra Granadina, en la provincia de Granada, comunidad autónoma de Andalucía. Limita con los municipios de Juviles, Bérchules, Cádiar, Albondón y Cástaras.
El municipio lobreño comprende los núcleos de población de Lobras —capital municipal— y Tímar, así como los diseminados de la Cuesta de los Almendros y Los Morones, ambos en la vertiente norte de la Sierra de la Contraviesa.
Su término municipal —por el que pasa el río Guadalfeo— se localiza en la ladera sur de Sierra Nevada. Este municipio es el segundo más pequeño en población de toda la comarca alpujarreña, y tanto el núcleo principal como Tímar y sus vegas, forman parte del Sitio Histórico de la Alpujarra.
La arquitectura de sus viviendas, de claras coincidencias con las edificaciones bereberes del norte de África, se caracteriza por los terraos, techos planos recubiertos de launa, y por la existencia de tinaos.

## Demografía
Lobras cuenta con una población de 134 habitantes (INE 2024).
| Gráfica de evolución demográfica de Lobras entre 1842 y 2021                                                        |
| |
| Población de derecho según los censos de población del INE Población de hecho según los censos de población del INE |

## Administración y política
Los resultados en Lobras de las últimas elecciones municipales, celebradas en mayo de 2023, son:
| Elecciones Municipales - Lobras (2023) | Elecciones Municipales - Lobras (2023)   | Elecciones Municipales - Lobras (2023) | Elecciones Municipales - Lobras (2023) | Elecciones Municipales - Lobras (2023) |
| Partido político                       | Partido político                         | Votos                                  | Votos                                  | Concejales                             |
| -------------------------------------- | ---------------------------------------- | -------------------------------------- | -------------------------------------- | -------------------------------------- |
|                                        | Partido Socialista Obrero Español (PSOE) | 53                                     |                                        | 3                                      |
|                                        | Avelotic                                 | 48                                     |                                        | 0                                      |